# 清大夜市
24°47′47″N 120°59′55″E / 24.7964871°N 120.9985553°E

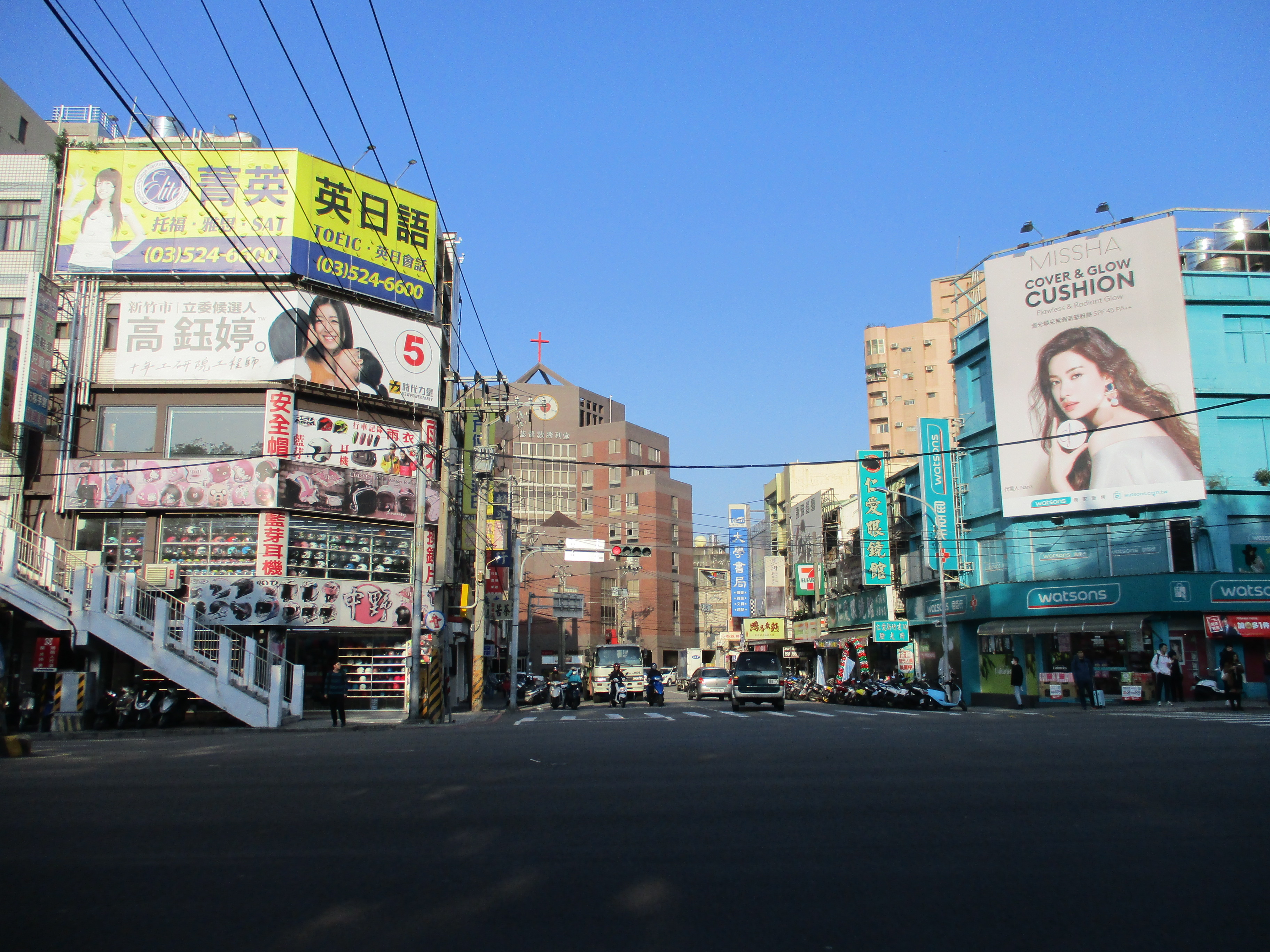
清大夜市光復路口

清大夜市，位於臺灣新竹市東區，當地學生暱稱「宵夜街」、「清夜」，因鄰近國立清華大學而得名。涵蓋範圍大致包括建功路（光復路至建功路51巷間）、建功一路 (建功路至建新路間)及部分建新路 (光復路至建功一路間) 各式店家。除了清大還有國立交通大學、光復中學等校與多處眷村改建國宅，因此主要顧客群為附近學校的學生、新竹科學園區上班族與當地居民，各商家間的競爭激烈，攤位淘汰率高。

## 交通
清大夜市的主要出入為光復路與建功路口，國光客運等客運之清大轉運站即在此處。從新竹火車站搭乘新竹客運藍線、藍1、2、31路公車至清華大學站下車可達。
- 清華大學站 (位於光復路上)
  - 新竹市公車藍線、藍1、2路、31路、182路
  - 新竹客運5608
  - 亞聯客運1728
  - 國光客運1804、1822、1865、1866
  - 豪泰客運2011
  - 首都客運5500 (2020年5月起停駛)
  - 新竹客運/三重客運9003
  - 新竹客運/台中客運9010
  - 日豪客運1250
- 忠貞新村站 (位於建功一路上)
  - 新竹市公車52路、世博3號、57路 (2020年起停駛)
- 文教新村站 (位於建功路上)
  - 新竹市公車52路、世博3號、2路繞行建功路 (僅回程)、57路、81路 (2020年起停駛)
  - 新竹科學園區巡迴巴士紅線、綠線
- 清大北校門站 (位於清大校園內)
  - 新竹市公車83路

## 歷史

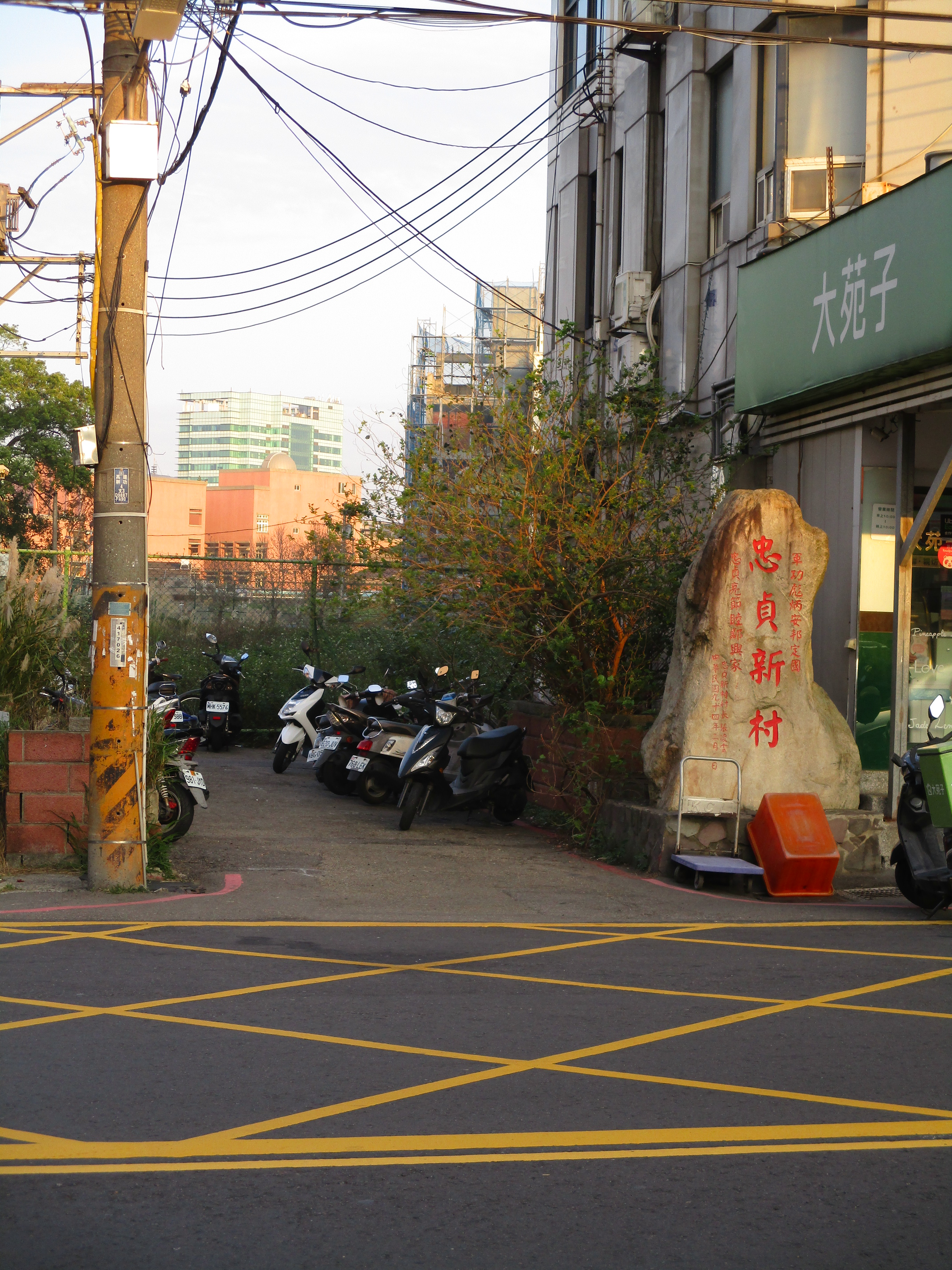
忠貞新村界碑

清大夜市所在位置，原為一大片黃土的丘坡，故名赤土崎。在國民黨來臺後，赤土崎成為部隊駐紮的地區，因此形成廣大的眷村生態。清大夜市部分原為眷村－忠貞新村。忠貞新村是赤土崎具有管理規模的眷村，成立於民國43年，管理權責屬空軍工程聯隊 。忠貞新村於民國94年改建完畢，忠貞新村界碑 (94年新立) 保留在此地，與清大夜市繁榮的攤販林立形成強烈的對比。
清華大學在此地建校 (1957) 之後，帶動建功一路的商圈，早期是眷村人當地經營，現在多數商家是外地人在此租佃做生意。清大夜市入口，國道客運清大站對面建功路轉角，七十年代為香雞城，後來是7-11，最後才成為今天的屈臣氏。另一對角，八十年間是超市型的零售雜貨店。九十年後星巴克咖啡進駐，增添不少文青氣息，今日則變成安全帽大型販售店。
鄰近清大夜市有一小商圈－大三圓商圈，與清大夜市相通，原址是敬忠新村眷村，九三年國防部賣給企業財團後成為現狀。由於動線不佳(周圍幾乎都是住宅環繞)，且進駐店面無顯著特色，因此相較清大夜市人潮差距甚大。目前已經拆除，變成停車場。

## 特色建築

### 新竹市天宏宮
又名「蔣公廟」，建於民國65年(1976)，主供奉聖極瑤池金母大天尊與蔣介石，為全省少見的「蔣公廟」，位於清大夜市建功一路上。
天宏宮位於建功一路31號(清大夜市旁)，是台灣民間拜蔣介石總統的一間私人廟宇，廟宇負責人胡鵬飛是蘇杭人，在一樓供奉「中華民族忠靈及先烈」牌位與國父、先總統蔣公銅像，故又被稱為蔣公廟，為台灣唯一祭拜蔣介石總統的奇廟之一。
胡鵬飛[1]是啟德機械起重工程創辦人與前任董事長，他於1990年飛到金門上林李將軍廟弘法，被廟內一尊半身破損的蔣介石銅像所吸引。該銅像被一名酒醉的士官長用步槍射破腹部，頸部還有刺刀猛次的痕跡，部隊因而將銅像藏於廟內。胡鵬飛得到廟方同意知後，將銅像迎回台灣供奉。
2007年去蔣化運動，各首長推動撤除蔣中正銅像，台灣各地砸、丟棄蔣介石銅像，胡鵬飛購回不少銅像，供奉在天宏宮及竹科廠內。
天宏宮附近原本為忠貞新村（眷村），每逢蔣介石誕辰日(10月31日)，總會結隊來此祭拜。

### 新竹勝利堂宣教大樓
位於清大夜市樞紐位置－建功路與建功一路交叉路口的新竹勝利堂宣教大樓，為中華基督教信義會為因應新竹科學園區興起之後地區快速成長與變化的需求，興建於1994~1996年的。 該大樓為地上八層地下二層的建築，為清大夜市少見的高樓。位居三叉路衝，為清大夜市的重要地標。

## 經典小吃
清大夜市攤位流動率高，擁有一二十年以上悠久歷史的經典店家並不多。其中著名的店家包括立晉豆花、小洞天、忠貞新村麵店、金芝園(現炸雞腿)、中途站快餐等。

### 立晉傳統豆花
民國75年創立的立晉豆花，是清大夜市鼎鼎有名的老字號豆花店，也屢獲媒體採訪，特色是在真材實料的豆花中加入由砂糖炒香製冰之後打成的綿綿冰，冰沙與豆花一起吃，呈現獨特口感，深受當地學生與民眾的喜愛。由於清交學生皆為常客但經濟大都拮据，過去立晉豆花隨物價波動而漲價，也曾遭學生抵制。清大夜市原有另一家福泉布丁豆花與立晉豆花鼎足而立，但現已搬離。

### 小洞天
小洞天大腸小腸是清大夜市經典人氣小吃。小洞天於民國76年在建功一路原址 (現已搬至建功路) 開業，原本高雄的總公司已經不做了，因此新竹的小洞天是全臺獨一無二的。其特色是大腸與香腸都會現場先油炸過再炭烤，與一般大腸包小腸不同，小洞天的大腸與香腸都是剪成小段讓顧客食用。小腸米腸與香腸的焦香味，搭配醬汁與蒜頭、薑片、辣味泡菜、小黃瓜等配料，具有獨特風味。

### 忠貞新村麵店
位於建功一路14巷內，建功一路忠貞新村界碑後方的麵店，或許是清大夜市當中僅存的當地眷村美味。店面是自宅加蓋，有復古簡樸的風味。麵食種類不多，配料簡單，但美味實惠份量十足。營業時間只有早上到中午，中午常常爆滿排隊。

### 金芝園與中途站
由於客群多為學生與上班族，因此清大夜市有不少便當店。但由於競爭激烈，許多老店已紛紛收攤，仍然屹立不搖的便當店，就屬金芝園與中途站兩家歷史最為悠久也具相當知名度。其中金芝園的現炸雞腿、雞排與中途站的排骨飯等，都是許多清交學生的校園回憶。

## 其他特色小吃
清大夜市競爭激烈，因此發源於此的特色小吃也不少，包括現已全省連鎖的開源社香雞排，以及餅丁小舖蔥蔬餅等。

## 照片

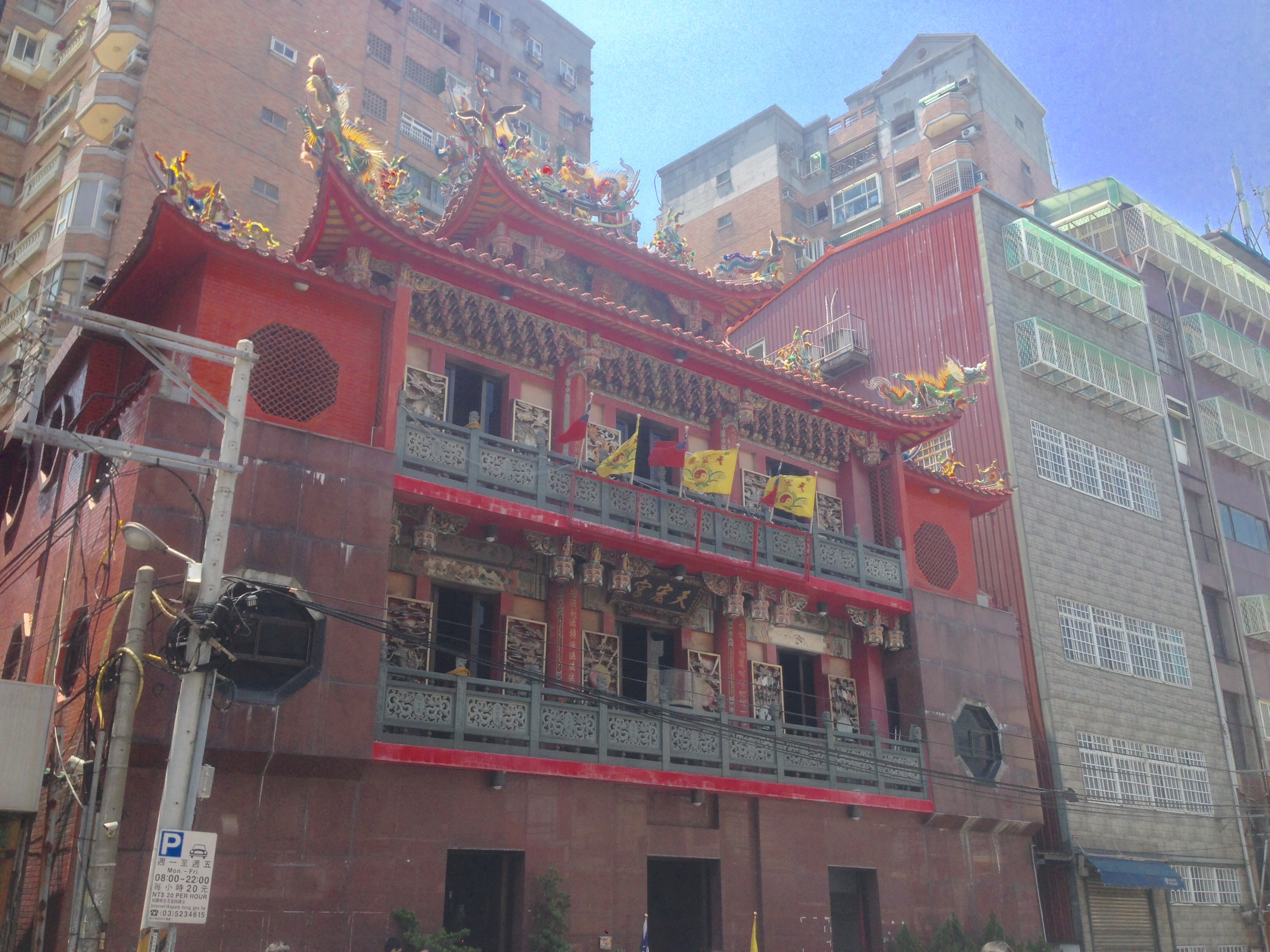
天宏宮
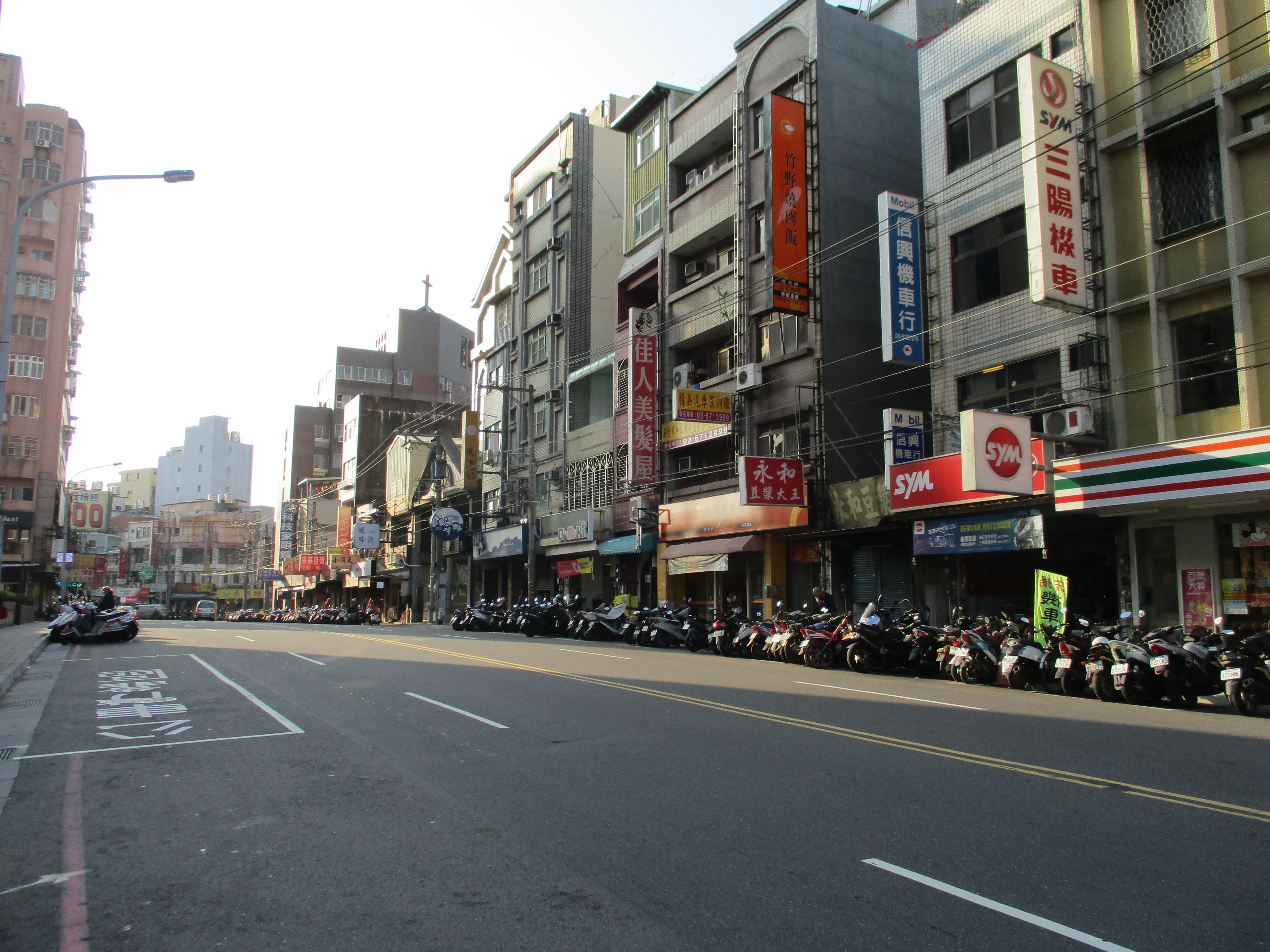
建功路北側店家
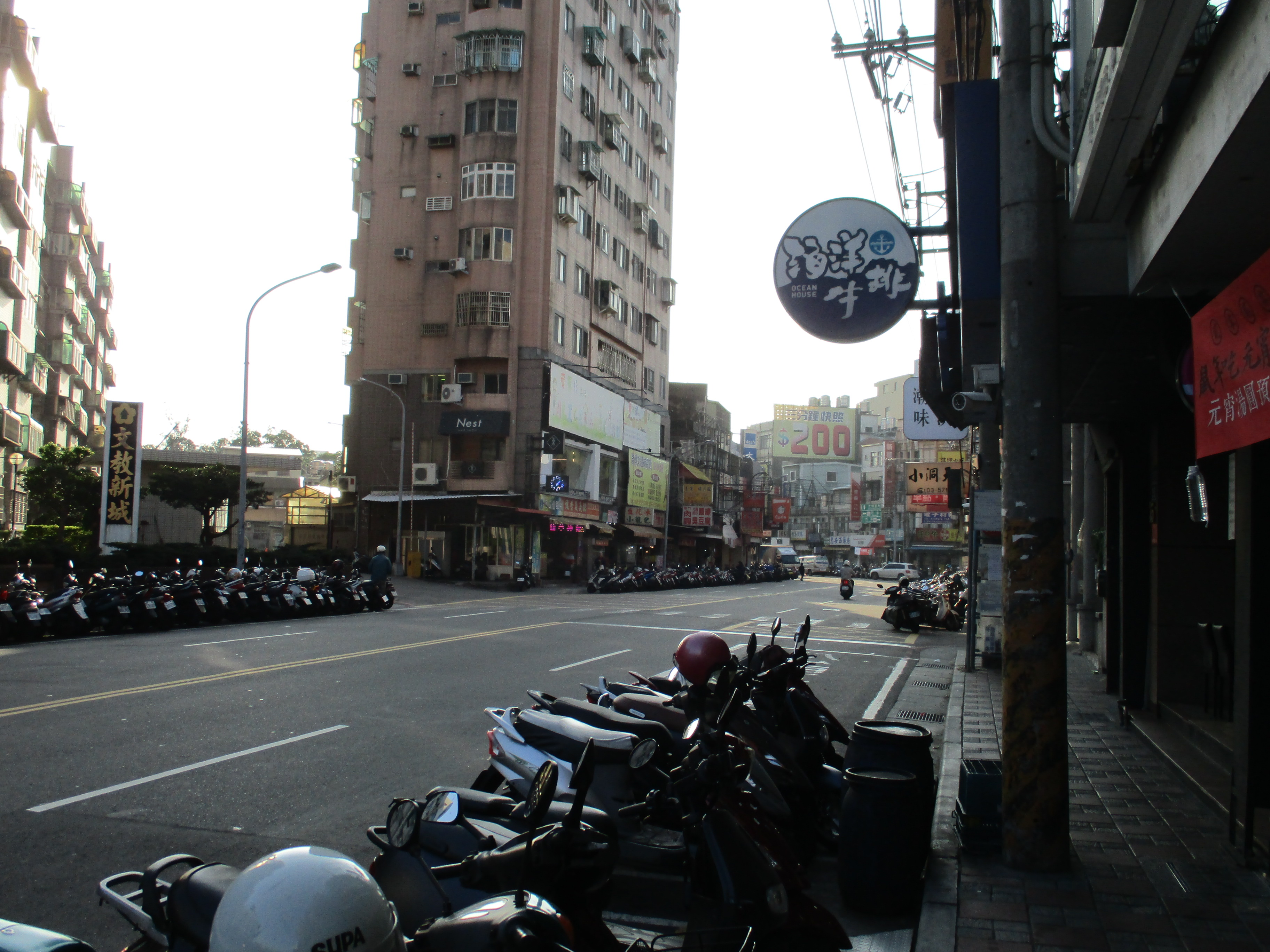
建功路南側店家
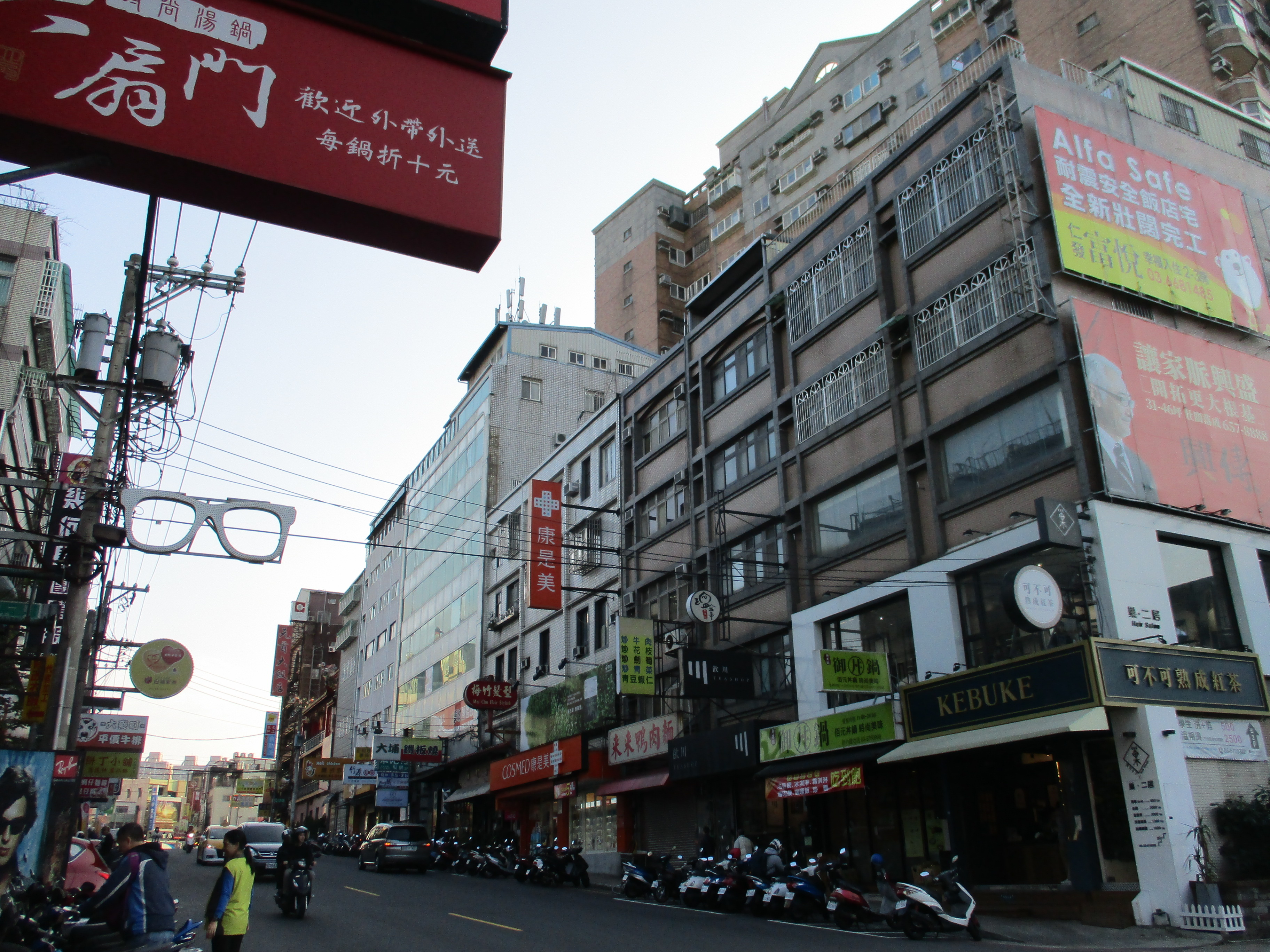
建功一路西側店家
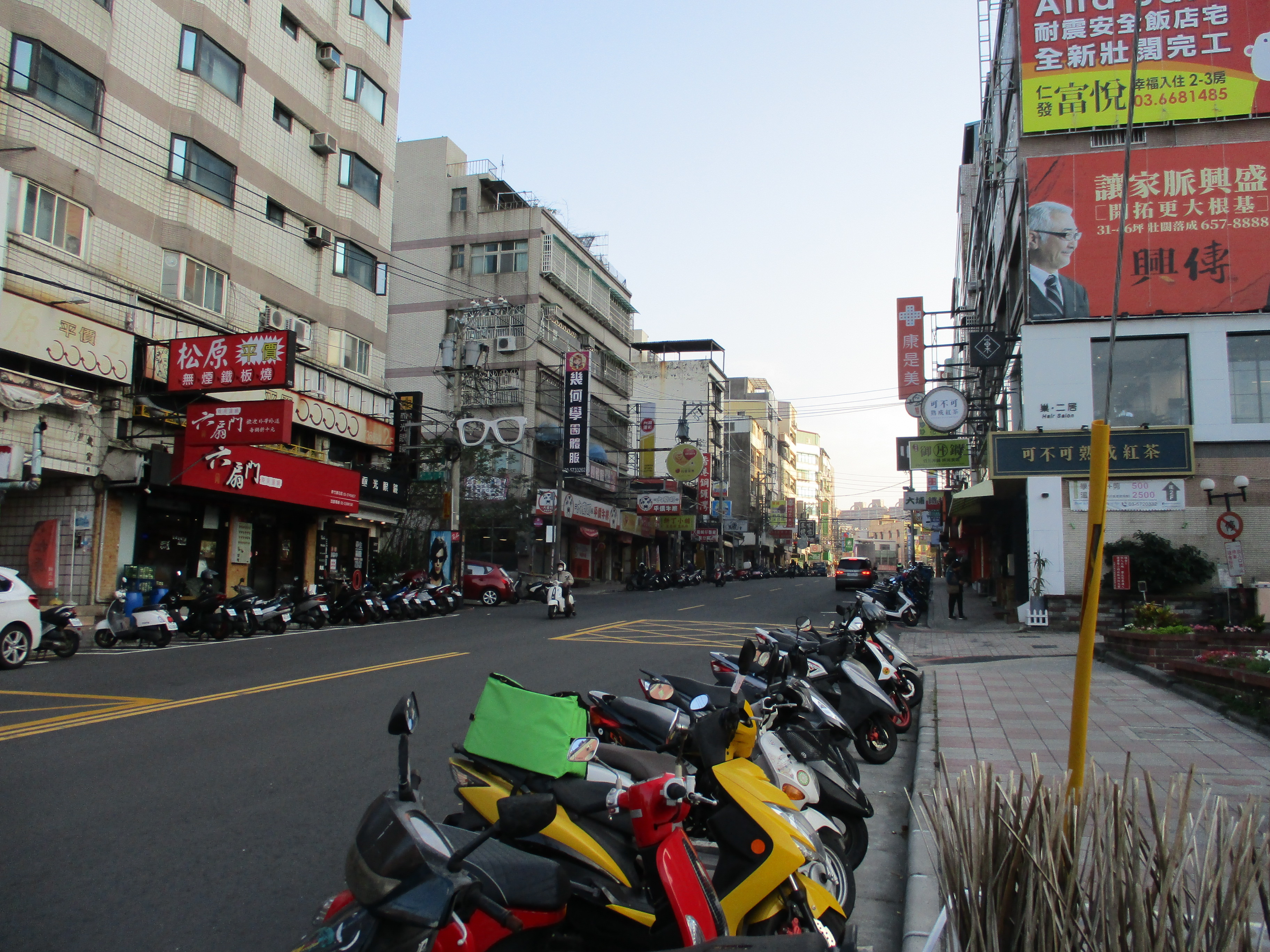
建功一路東側店家
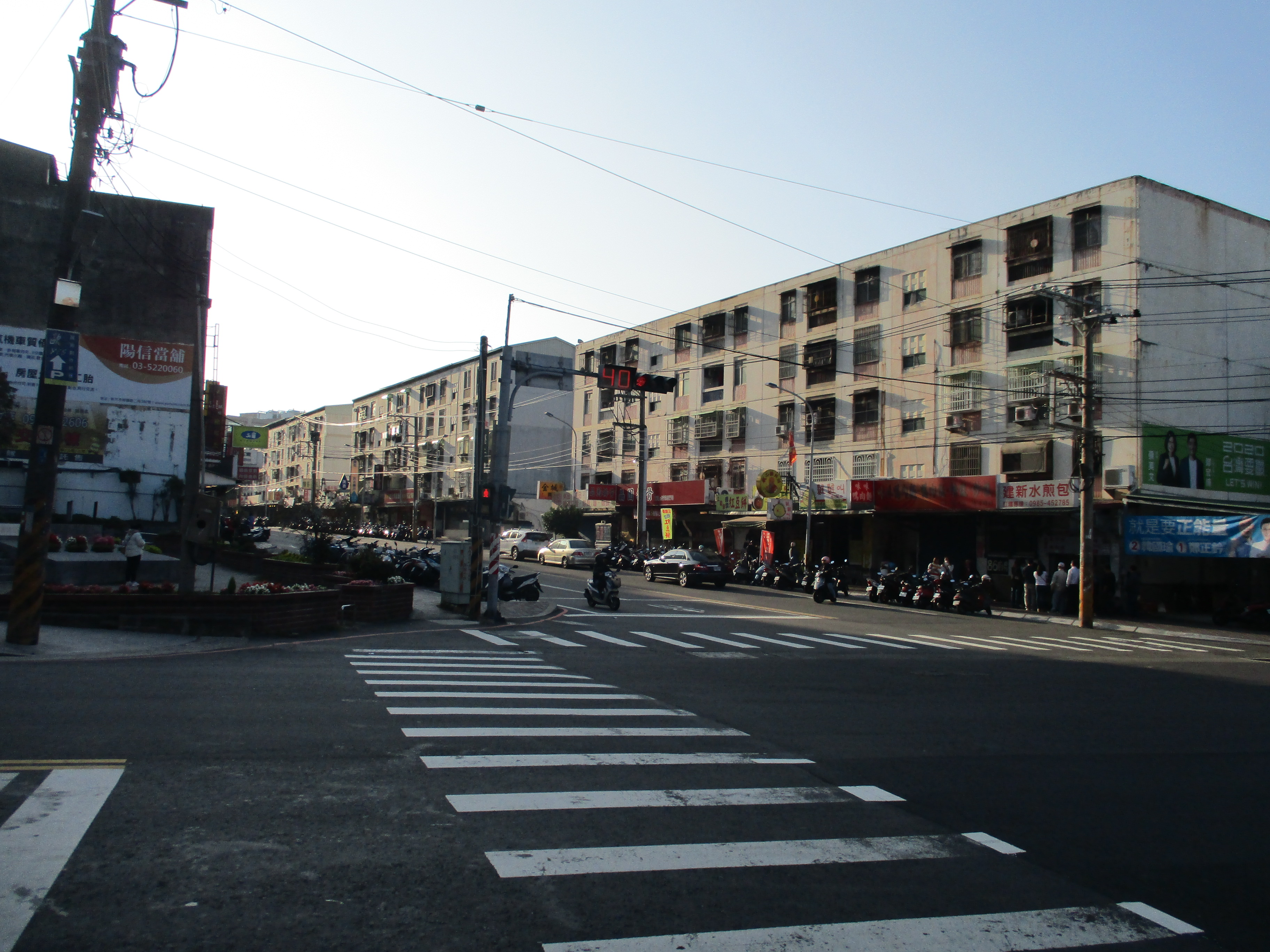
建新路北側店家
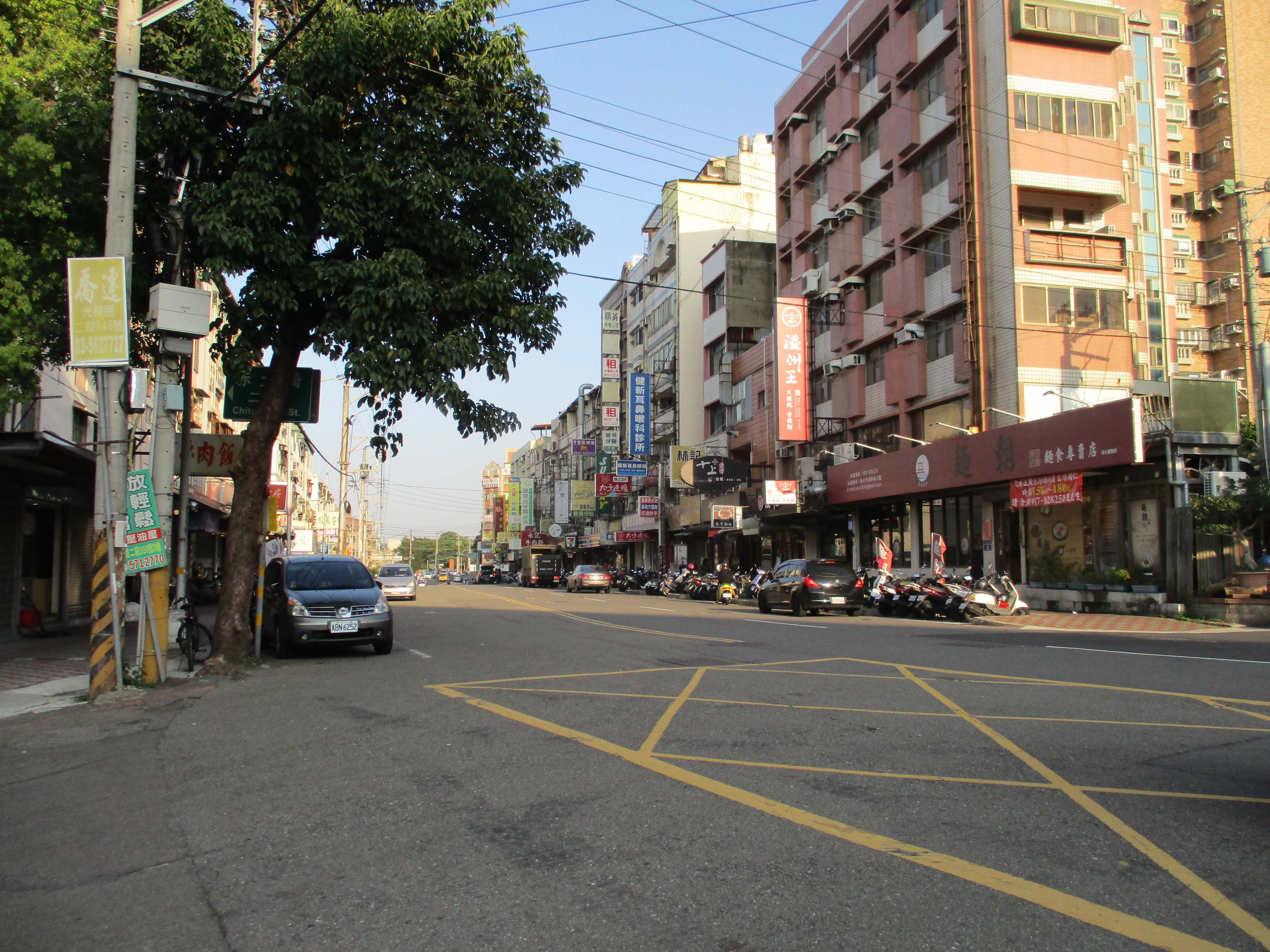
建新路南側店家
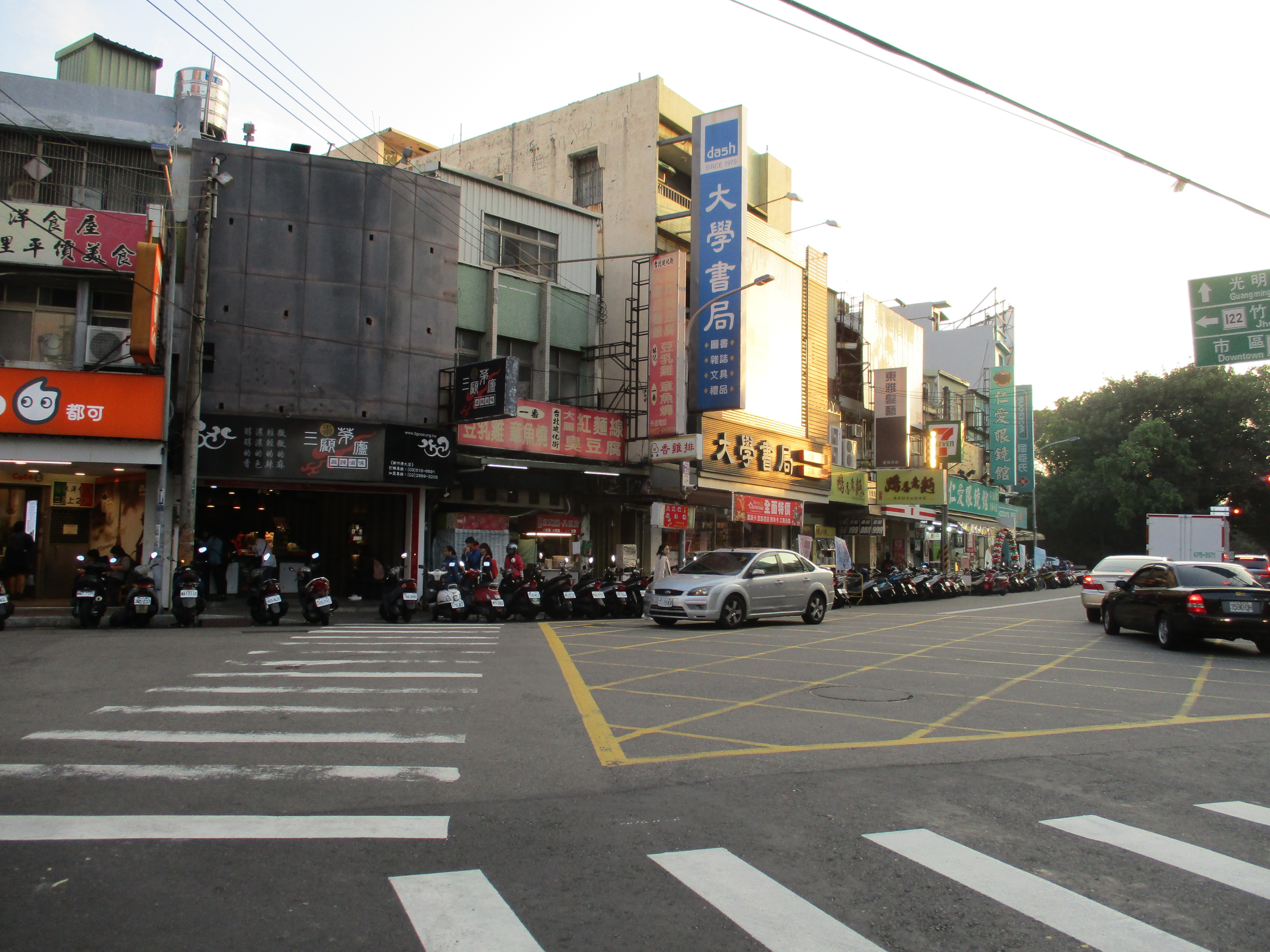
建功路靠光復路口南側店家
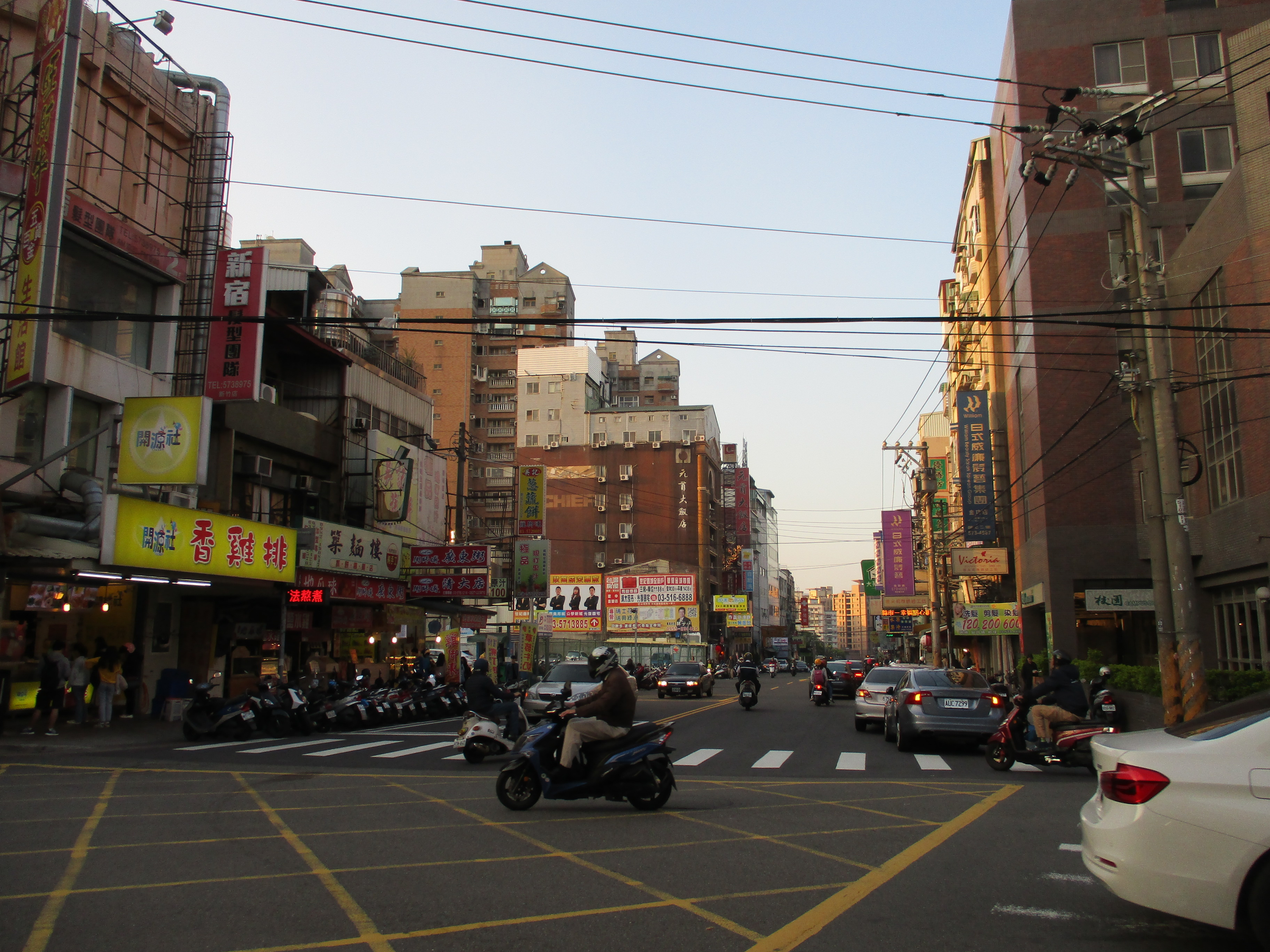
建功一路、建功路交叉路口

## 附註
1. 1 2  「赤土崎」的故事 -- 新竹人應知新竹事
2. ↑  .   [2013-04-26]. （原始内容存档于2016-05-04）.
3. ↑  .   [2013-04-26]. （原始内容存档于2019-09-13）.
4. ↑  .   [2013-04-26]. （原始内容存档于2016-03-21）.
5. ↑  立晉傳統豆花 保留古早味 的存檔，存档日期2007-02-03.
6. ↑  .   [2013-04-26]. （原始内容存档于2019-12-10）.